# ふじいあきこ
ふじい あきこは日本の漫画家。主に成人向け漫画を描く。成人向け漫画の作品には朱沙みとな名義で執筆した作品もある。

## 単行本
- 闇の断片（かけら）
- 鳥人戦隊ジェットマン 時を駆けて
- 闇からの来訪者
- CHERRY
  - CHERRY II
- SCHOOL ZONE
- SCHOOL ZONE２
- CHERRY～僕の初体験～
- CHERRY Ⅱ（セカンド）
- 人妻模様　　咥え妻
- 人妻模様２　嬲り妻
- 人妻模様３　乱れ妻
- 人妻模様４　悦り妻
- 人妻模様　第１章　※再録
- 人妻模様　第２章　※再録
- 人妻模様　最終章　※再録
- 美熟ＯＬ
- 背徳婦人
- 淫ら髪～猥婦
- 悦り妻　※再録
- 隷嬢
- 女教師 SEXY BODY　※「SCHOOL ZONE」より再録
- もういちどしようよ
- さくらんぼ喰い～CHERRY EATER　※「CHERRY」より再録
- 私の下僕にしてあげる（「牝の時間」改題）
- 初級美少女Ｈ講座　(PN・冬星章史）
- ポケットの中のＨ（PN・朱沙みとな）
- メタモルフォーゼ（PN・朱沙みとな）
- ラブ☆コンシャス（PN・朱沙みとな）
- ラブオーレ（PN・朱沙みとな）
- 婦衽交論 (PN・翁楽堂)

## 原画
- 牝猫遊戯（ぱんだはうす）

## 特撮番組
- セーラーファイト!（Dr.フージィ役・劇中イラスト）